# 闘竜賢二
闘竜 賢二（とうりゅう けんじ、1958年12月19日 - ）は、兵庫県加古川市出身（出生地は東京都北区岩淵町）で、三保ヶ関部屋に所属した元大相撲力士。本名は田中 賢二（たなか けんじ）。最高位は西関脇（1984年5月場所）。現役時代の体格は180cm・154kg。得意手は右四つ、突き・押し・寄り。

## 来歴・人物
加古川市立川西小学校時代は東平津稲荷の相撲大会で4年生ながら上級生を次々に倒し注目された。加古川市高砂市組合立宝殿中学校に進むも、伝統のあった相撲部が廃部になっていたため柔道部に入り、3年次の兵庫県大会個人戦で準優勝、近畿大会出場を果たした。
中学卒業後、三保ヶ関部屋（当時、中学校の先輩である大竜川が所属していた）へ入門。1974年3月、15歳で初土俵を踏んだ。
序ノ口で番付に初めて名前が載った1974年5月場所より「闘竜」を名乗り、引退まで四股名を一度も改名する事は無かった。
幕下時代から有望視され、1979年1月場所で新十両昇進、同年11月場所で新入幕を果たした。
丸っこい体型からの押し、右四つの寄りを得意として、1984年5月場所では最高位となる関脇に昇進するも、負傷が多く上位に定着できなかった。
1990年1月場所を以って、31歳で引退。年寄・二十山（のち中立）を借株で襲名してしばらく日本相撲協会に残ったが、両国梶之助の引退に伴い1992年12月に廃業（退職）した。
なお「闘竜」の四股名は、出身地にほど近い兵庫県加東市を流れる加古川の名勝「闘竜灘」に因んだとされる。

## 記録
- 延べ4人の横綱（輪島・2代若乃花・千代の富士・隆の里）と21回対戦し、延べ3勝を挙げた（うち2勝は金星）が、全て2代若乃花からの白星であった。2代若乃花が横綱に在位していた時期に6回対戦し、初顔から3連敗したものの4回目の対戦から3連勝し、最終的に五分の成績を残した。輪島とは1回の対戦のみで1敗・千代の富士とは10戦全敗・隆の里には4戦全敗だった。
- 千代の富士及び隆の里とは、両者が大関以下だった時期にも対戦歴があり、その時期の対戦も含めると対千代の富士は15戦全敗・対隆の里は3勝15敗だった。
- その他、後に横綱となる力士延べ7人との対戦を経験し（各力士が横綱在位中の対戦歴は無い）、北尾（後の60代横綱・双羽黒）に1勝2敗、保志（後の61代横綱・北勝海）に4戦全敗、大ノ国こと大乃国（後の62代横綱）に1勝7敗、旭富士（後の63代横綱）に1勝4敗、曙(後の64代横綱)・貴花田(後の64代横綱・貴乃花)・若花田(後の64代横綱・3代若乃花)にそれぞれ1敗の成績を残した。
- 貴花田及び若花田の実父である大関・貴ノ花とは1980年9月場所4日目に対戦し、突き落としで敗れた。上述の通り貴花田及び若花田との対戦も経験した（貴花田には1989年11月場所10日に寄り切りで、若花田には翌1990年1月場所10日目に下手投げで、それぞれ敗れた。）ため、結果的に闘竜は「花田親子」全員と対戦した力士第1号（第2号は関脇・巨砲）として、名を残す形となった。

## 主な戦績
- 通算成績：576勝607敗18休 勝率.487
- 幕内成績：330勝402敗18休 勝率.451
- 現役在位：96場所
- 幕内在位：50場所
- 三役在位：3場所（関脇1場所、小結2場所）
- 三賞：1回
  - 敢闘賞：1回（1982年7月場所）
- 金星：2個（1982年7月場所7日目・1983年1月場所4日目、いずれも2代若乃花）

### 場所別成績
| | 一月場所 初場所（東京）  | 三月場所 春場所（大阪） | 五月場所 夏場所（東京） | 七月場所 名古屋場所（愛知） | 九月場所 秋場所（東京） | 十一月場所 九州場所（福岡） |
| --- | ------------------------ | ----------------------- | ----------------------- | --------------------------- | ----------------------- | --------------------------- |
| 1974年 （昭和49年） | x                        | （前相撲）              | 西序ノ口6枚目 4–3       | 西序二段85枚目 5–2          | 西序二段49枚目 3–4      | 東序二段64枚目 6–1          |
| 1975年 （昭和50年） | 西序二段21枚目 5–2       | 西三段目66枚目 5–2      | 西三段目35枚目 2–5      | 西三段目57枚目 3–4          | 西三段目70枚目 4–3      | 東三段目51枚目 5–2          |
| 1976年 （昭和51年） | 東三段目28枚目 4–3       | 東三段目16枚目 4–3      | 西三段目3枚目 2–5       | 東三段目23枚目 6–1          | 西幕下48枚目 4–3        | 西幕下35枚目 4–3            |
| 1977年 （昭和52年） | 東幕下27枚目 4–3         | 東幕下19枚目 3–4        | 西幕下24枚目 5–2        | 西幕下11枚目 4–3            | 東幕下8枚目 4–3         | 東幕下6枚目 1–6             |
| 1978年 （昭和53年） | 東幕下31枚目 4–3         | 西幕下24枚目 5–2        | 東幕下12枚目 4–3        | 東幕下6枚目 4–3             | 西幕下3枚目 4–3         | 東幕下筆頭 5–2              |
| 1979年 （昭和54年） | 西十両11枚目 7–8         | 東十両13枚目 10–5       | 西十両4枚目 7–8         | 西十両4枚目 8–7             | 東十両2枚目 10–5        | 東前頭11枚目 7–8            |
| 1980年 （昭和55年） | 東前頭14枚目 8–7         | 西前頭11枚目 8–7        | 西前頭8枚目 7–8         | 東前頭10枚目 10–5           | 東前頭3枚目 3–9–3       | 西前頭11枚目 休場 0–0–15    |
| 1981年 （昭和56年） | 西前頭11枚目 4–11        | 西十両3枚目 11–4        | 東前頭13枚目 10–5       | 西前頭8枚目 7–8             | 西前頭9枚目 4–11        | 西十両2枚目 10–5            |
| 1982年 （昭和57年） | 西前頭12枚目 9–6         | 西前頭4枚目 7–8         | 西前頭6枚目 8–7         | 西前頭2枚目 8–7 敢★         | 西小結 8–7              | 東小結 6–9                  |
| 1983年 （昭和58年） | 東前頭3枚目 6–9 ★        | 東前頭7枚目 8–7         | 東前頭筆頭 5–10         | 西前頭5枚目 8–7             | 東前頭筆頭 5–10         | 西前頭6枚目 8–7             |
| 1984年 （昭和59年） | 西前頭2枚目 6–9          | 東前頭4枚目 8–7         | 西関脇 6–9              | 東前頭2枚目 5–10            | 東前頭9枚目 8–7         | 西前頭4枚目 6–9             |
| 1985年 （昭和60年） | 東前頭8枚目 8–7          | 東前頭5枚目 5–10        | 西前頭11枚目 9–6        | 西前頭5枚目 4–11            | 西前頭12枚目 8–7        | 東前頭8枚目 8–7             |
| 1986年 （昭和61年） | 西前頭2枚目 3–12         | 西前頭11枚目 9–6        | 西前頭3枚目 4–11        | 西前頭10枚目 8–7            | 東前頭5枚目 6–9         | 西前頭8枚目 8–7             |
| 1987年 （昭和62年） | 西前頭2枚目 2–13         | 東前頭12枚目 8–7        | 西前頭9枚目 7–8         | 東前頭12枚目 8–7            | 東前頭8枚目 6–9         | 西前頭11枚目 8–7            |
| 1988年 （昭和63年） | 西前頭10枚目 7–8         | 西前頭12枚目 5–10       | 西十両2枚目 10–5        | 東前頭13枚目 6–9            | 東十両2枚目 5–10        | 西十両7枚目 6–9             |
| 1989年 （平成元年） | 東十両12枚目 8–7         | 西十両11枚目 8–7        | 東十両9枚目 8–7         | 東十両8枚目 6–9             | 東十両11枚目 9–6        | 東十両8枚目 6–9             |
| 1990年 （平成2年） | 西十両12枚目 引退 4–11–0 | x                       | x                       | x                           | x                       | x                           |
| 各欄の数字は、「勝ち-負け-休場」を示す。 優勝 引退 休場 十両 幕下 三賞：敢=敢闘賞、殊=殊勲賞、技=技能賞 その他：★=金星 番付階級：幕内 - 十両 - 幕下 - 三段目 - 序二段 - 序ノ口 幕内序列：横綱 - 大関 - 関脇 - 小結 - 前頭（「#数字」は各位内の序列） |                          |                         |                         |                             |                         |                             |

## 幕内対戦成績
| 力士名       | 勝数 | 負数 | 力士名   | 勝数 | 負数 | 力士名       | 勝数 | 負数 | 力士名       | 勝数 | 負数 |
| ------------ | ---- | ---- | -------- | ---- | ---- | ------------ | ---- | ---- | ------------ | ---- | ---- |
| 青葉城       | 6    | 8    | 青葉山   | 4    | 1    | 安芸ノ島     | 0    | 1    | 朝潮         | 5    | 8    |
| 旭富士       | 1    | 4    | 天ノ山   | 5    | 2    | 荒勢         | 1    | 2    | 板井         | 5    | 6    |
| 恵那櫻       | 1    | 0    | 大潮     | 6    | 3    | 巨砲         | 7    | 14   | 大錦         | 11   | 5    |
| 大乃国       | 1    | 7    | 大乃花   | 1    | 0    | 大豊         | 4    | 3    | 魁輝         | 10   | 9    |
| 影虎         | 1    | 0    | 北尾     | 1    | 2    | 騏乃嵐       | 6    | 2    | 霧島         | 11   | 7    |
| 起利錦       | 3    | 1    | 麒麟児   | 14   | 11   | 蔵間         | 12   | 14   | 黒瀬川       | 0    | 3    |
| 黒姫山       | 2    | 3    | 高望山   | 9    | 12   | 港龍         | 1    | 3    | 琴稲妻       | 2    | 0    |
| 琴ヶ梅       | 2    | 3    | 琴風     | 3    | 9    | 琴千歳       | 1    | 1    | 琴若         | 2    | 1    |
| 小錦         | 0    | 2    | 斉須     | 1    | 1    | 蔵玉錦       | 6    | 3    | 逆鉾         | 9    | 6    |
| 佐田の海     | 10   | 6    | 薩洲洋   | 3    | 5    | 嗣子鵬(満山) | 3    | 4    | 陣岳         | 1    | 8    |
| 太寿山       | 8    | 9    | 大徹     | 8    | 6    | 大飛         | 1    | 0    | 隆の里       | 3    | 14   |
| 貴ノ花       | 0    | 1    | 孝乃富士 | 3    | 1    | 隆三杉       | 8    | 5    | 高見山       | 5(1) | 7    |
| 多賀竜       | 9    | 12   | 玉ノ富士 | 2    | 2    | 玉龍         | 2    | 9    | 竹葉山       | 0    | 1    |
| 千代の富士   | 0    | 14   | 寺尾     | 2    | 6    | 照の山       | 3    | 1    | 出羽の花     | 6    | 16   |
| 栃赤城       | 2    | 1    | 栃司     | 5    | 3    | 栃剣         | 8    | 10   | 栃乃和歌     | 0    | 2    |
| 栃光         | 8    | 6(1) | 栃纒     | 2    | 0    | 南海龍       | 2    | 0    | 白竜山       | 0    | 1    |
| 蜂矢         | 0    | 2    | 花乃湖   | 4    | 5    | 飛騨乃花     | 5    | 6    | 富士櫻       | 6    | 2    |
| 藤ノ川(服部) | 1    | 3    | 富士乃真 | 1    | 4    | 双津竜       | 1    | 0    | 鳳凰         | 8    | 7    |
| 保志         | 0    | 4    | 前乃臻   | 3    | 3    | 舛田山       | 5    | 7    | 三杉磯(東洋) | 7    | 5    |
| 三杉里       | 0    | 1    | 水戸泉   | 1    | 1    | 豊山         | 2    | 2    | 両国         | 0    | 2    |
| 若嶋津       | 2(1) | 15   | 若瀬川   | 2    | 2    | 若乃花       | 3    | 3    | 若の富士     | 1    | 3    |
| 輪島         | 0    | 1    | 鷲羽山   | 3    | 4    |              |      |      |              |      |      |

## 改名歴
- 田中 賢二（たなか けんじ）1974年3月場所（※前相撲のみ）
- 闘竜 賢二（とうりゅう -）1974年5月場所-1990年1月場所

## 年寄変遷
- 二十山 賢二（はたちやま けんじ）1990年1月-同年9月
- 中立 賢二（なかだち -）1990年9月-1992年12月